# Cerviniella bodini
Cerviniella bodini är en kräftdjursart som beskrevs av Coull 1973. Cerviniella bodini ingår i släktet Cerviniella och familjen Cerviniidae. Inga underarter finns listade i Catalogue of Life.